# NGC 1827
NGC 1827 ist eine Balken-Spiralgalaxie vom Hubble-Typ SBc im Sternbild Columba am Südsternhimmel, die schätzungsweise 38 Millionen Lichtjahre von der Milchstraße entfernt ist.
Sie wurde am 28. November 1837 durch John Herschel mit einem Reflektor mit 18,7″ Apertur entdeckt und später von Dreyer im New General Catalogue verzeichnet.